# Hương Trà (thị xã)
Hương Trà là một thị xã cũ thuộc thành phố Huế, Việt Nam.

## Địa lý
Thị xã Hương Trà nằm ở khu vực trung tâm thành phố Huế, và có vị trí địa lý:
- Phía đông giáp quận Phú Xuân
- Phía tây giáp thị xã Phong Điền với ranh giới là sông Bồ
- Phía nam giáp thị xã Hương Thủy và huyện A Lưới
- Phía bắc giáp huyện Quảng Điền với ranh giới là sông Bồ.

Thị xã Hương Trà có diện tích 392,32 km², dân số năm 2020 là 72.677 người, mật độ dân số đạt 185 người/km².

## Hành chính
Thị xã Hương Trà có 9 đơn vị hành chính cấp xã trực thuộc, bao gồm 5 phường: Hương Chữ, Hương Văn, Hương Vân, Hương Xuân, Tứ Hạ và 4 xã: Bình Thành, Bình Tiến, Hương Bình, Hương Toàn.

## Lịch sử
Hương Trà là vùng đất có lịch sử lâu đời. Những phát hiện khảo cổ học gần đây cho thấy rõ dấu vết của người xưa trên mảnh đất này. Những di vật như rìu đá, đồ gốm được tìm thấy ở Phụ Ổ, Bàu Đưng (Hương Chữ) cho phép khẳng định đây là các di tích có niên đại cách đây trên dưới 4.000 năm. Di tích khảo cổ quan trọng gắn liền với nền văn hóa Sa Huỳnh được tìm thấy lần đầu tiên tại Thừa Thiên Huế năm 1987 là di tích Cồn Ràng (Phụ Ổ, Hương Chữ) nói lên rằng chủ nhân của nền văn hóa này đã đạt đến trình độ cao trong đời sống vật chất lẫn tinh thần cách đây trên dưới 2.500 năm. Dấu ấn này còn được tìm thấy ở Cửa Thiềng năm 1988 (Phú Ốc, Tứ Hạ). Cùng với văn hóa Sa Huỳnh, tại Thừa Thiên Huế còn có sự hiện diện của văn hóa Đông Sơn.
Đô thành Phú Xuân dưới thời Nguyễn Phúc Khoát đã được Lê Quý Đôn mô tả trong "Phủ biên tạp lục" năm 1776 và trong Đại Nam nhất thống chí, với tư cách là một đô thị phát triển thịnh vượng trải dài hai bờ châu thổ Sông Hương, từ Kim Long - Dương Xuân đến Bao Vinh - Thanh Hà.
Hương Trà trước có tên là Kim Trà. Năm 1446, thời vua Lê Thánh Tông và Nguyễn Hoàng, huyện Kim Trà thuộc phủ Triệu Phong, gồm 9 tổng: 
- An Ninh, gồm 6 làng: An Ninh Thượng, An Ninh Hạ, La Chử, Long Hồ, Trúc Lâm, Phúc Long
- Phú Xuân, gồm 4 làng: Phú Xuân, Thế Lại Thượng, Thế Lại Hạ, Vạn Xuân
- Vĩnh Xương, gồm 10 làng: Vĩnh Xương, Hương Chiền, Vân Lô, Siêu Loại, Kế Môn, Trung Toàn, Đại Lộc, Chính Lộc, Đường Long, Hòa Viện
- Phù Trạch, gồm 12 làng: Phù Trạch, An Nông, Vĩnh An, Trạch Phố, Phúc Giang, Lương Mai, Ưu Điềm, Đạm Xuyên, Từ Chính, An Thị, Khách Hộ, Phú Xuân
- An Hòa, gồm 11 làng: An Hòa, An Khang, Diễn Phái, Xuân Dương, An Mỹ, An Quán, Quy Tôn, Thuận Hòa, Hải Trình, Phúc Trường, An Hoa Hạ
- Vỹ Dạ (hay Vĩ Dã), gồm 10 làng: Vỹ Dạ Thượng, Vỹ Dạ Hạ, An Cựu, Dương Xuân, An Truyền, Trào Thủy, Mai Xuân, Thiên Lộc, Thạch Lại, Vân Quật (tức Vân Khốt)
- Kim Long, gồm 27 làng: Kim Long, Doanh Phố, Dương Phẩm, Xuân Ổ, Huy Du, Xuân Hòa, Trung Lãng, Bồn Chử, Hải Cát, Kim Ngọc, Định Môn, Cứ Hóa, Dương Lăng, Trung Xá, Thọ Khang, La Chử, Vĩ Dã Thượng, An Ninh, Thạch Hãn, Kim Long, Nam Phố, La Khê, An Bằng, Dương Phẩm, Tứ Chính, Tửu Phường, Nham Biều
- An Vân, gồm 9 làng: An Vân, Đốc Sơ, Thủy Tú, Khuê Chử, Liễu Cốc Thượng, Liễu Cốc Hạ, An Đô, Doanh Đàm, Phụ Ổ
- Kế Thực (hay Kế Mỹ), gồm 22 làng: Kế Thực, Bình Trị, Thái Dương Thượng, Thái Dương Hạ, Hòa Duân, Quảng Xuyên, Lương Viện, An Dương, Kế Đăng, Cự Lại, Ba Lăng, Viên Trình, Hoa Lộc, Hà Thanh, Mai Lộc, Đường Dã, Tân Xa, Hoa Dương, Hà Hồng, Hoa Diên, Khánh Mỹ, Diêm Tụ.

Phủ Chúa Nguyễn, thời Nguyễn Phúc Lan được dời từ Ái Tử về xã Kim Long, tổng Kim Long, huyện Hương Trà. Đến Chúa Nguyễn Phúc Thái lại dời đến xã Phú Xuân, tổng Phú Xuân, huyện Hương Trà.
Sau năm 1975, huyện Hương Trà thuộc tỉnh Bình Trị Thiên, có 13 xã: Hương Bằng, Hương Chữ, Hương Hải, Hương Hồ, Hương Long, Hương Phong, Hương Phú, Hương Sơ, Hương Thọ, Hương Toàn, Hương Văn, Hương Vinh và Hương Xuân.
Ngày 11 tháng 3 năm 1977, huyện Hương Trà hợp nhất với 2 huyện Phong Điền và Quảng Điền thành huyện Hương Điền.
Ngày 13 tháng 3 năm 1979, thành lập ở vùng kinh tế mới Bình Điền, Khe Điêng một xã mới lấy tên là xã Hương Bình.
Ngày 18 tháng 5 năm 1981, chuyển xã Hồng Tiến thuộc huyện A Lưới về huyện Hương Điền quản lý.
Ngày 11 tháng 9 năm 1981, các xã Hương Hải, Hương Phong, Hương Vinh, Hương Sơ (nay là 2 phường An Hòa và Hương Sơ), Hương Long, Hương Hồ, Hương Bình, Hương Thọ (trừ thôn Dương Hòa sáp nhập về huyện Hương Phú) và một phần xã Hương Chữ (các thôn Thanh Chữ, Cổ Bưu, Bổn Trì, Bổn Phổ, An Lưu) được sáp nhập vào thành phố Huế.
Ngày 12 tháng 1 năm 1984: 
- Tách thôn Tân Lập và thôn Phú Ốc của xã Hương Phú để thành lập thị trấn Tứ Hạ
- Tách thôn Lại Thành của xã Hương Phú để nhập vào xã Hương Bằng thành một xã lấy tên là xã Hương Vân.[9]

Ngày 30 tháng 6 năm 1989, huyện Hương Điền thuộc tỉnh Thừa Thiên Huế vừa được tái lập.
Tháng 9 năm 1990, Hội đồng Bộ trưởng quyết định chia lại huyện Hương Điền thành ba huyện Phong Điền, Quảng Điền và Hương Trà; đồng thời chuyển 7 xã: Hải Dương, Hương Phong, Hương Vinh, Hương An, Hương Hồ, Hương Bình và Hương Thọ thuộc thành phố Huế về huyện Hương Trà quản lý.
Ngày 22 tháng 11 năm 1995, sáp nhập xã Hương Phú vào thị trấn Tứ Hạ.
Cuối năm 2010, huyện Hương Trà gồm thị trấn Tứ Hạ và 15 xã: Hương Bình, Hương Thọ, Hương Hồ, Hương Vân, Hương Văn, Hương Xuân, Hương Toàn, Hương Phong, Hương Vinh, Hương Chữ, Hương An, Bình Thành, Bình Điền, Hồng Tiến, Hải Dương.
Ngày 11 tháng 8 năm 2010, Bộ Xây dựng ban hành Quyết định 775/QĐ-BXD về việc công nhận thị trấn Tứ Hạ mở rộng là đô thị loại IV.
Ngày 15 tháng 11 năm 2011, Chính phủ ban hành Nghị quyết 99/NQ-CP chuyển huyện Hương Trà thành thị xã Hương Trà. Đồng thời, chuyển thị trấn Tứ Hạ và 6 xã: Hương An, Hương Chữ, Hương Hồ, Hương Văn, Hương Vân, Hương Xuân thành 7 phường có tên tương ứng.
Ngày 1 tháng 1 năm 2020, sáp nhập 2 xã Bình Điền và Hồng Tiến thành xã Bình Tiến.
Ngày 27 tháng 4 năm 2021, Ủy ban Thường vụ Quốc hội ban hành Nghị quyết số 1264/NQ-UBTVQH14 (nghị quyết có hiệu lực từ ngày 1 tháng 7 năm 2021). Theo đó, chuyển 2 phường: Hương An, Hương Hồ và 4 xã: Hải Dương, Hương Phong, Hương Thọ, Hương Vinh về thành phố Huế quản lý.
Ngày 30 tháng 11 năm 2024, Quốc hội ban hành Nghị quyết số 175/2024/QH15 về việc thành lập thành phố Huế trực thuộc Trung ương. Thị xã Hương Trà thuộc thành phố Huế.
Thị xã Hương Trà có 5 phường và 4 xã như hiện nay.

## Kinh tế
Thị xã Hương Trà có Khu công nghiệp Tứ Hạ có quy mô vừa, quy tụ các doanh nghiệp sản xuất vật liệu xây dựng, may mặc và các sản phẩm phụ trợ.
Ngoài ra có Khu công nghiệp Bình Điền.
Đặc biệt có các doanh nghiệp lớn như: Nhà máy xi măng Kim Đỉnh, Công ty TNHH May Vinatex (thuộc Tập đoàn Dệt May Việt Nam).
Các ngân hàng phục phụ cho phát triển: Ngân hàng CSXH, Nông nghiệp và PTNT (Agribank), Công thương (Viettinbank), Đầu tư và Phát triển (BIDV), Sài Gòn Thương Tín (Sacombank), HD Bank...
Các HTX Nông nghiệp của 9 phường, xã góp phần phát triển kinh tế nông thôn.
Khu đô thị: Hệ thống khu quy hoạch xen ghép trung tâm phường Hương Xuân, Hương Văn, dọc trục tỉnh lộ 8B, 19 (Nguyễn Chí Thanh, xã Hương Toàn),...

## Xã hội

### Giáo dục
Trên địa bàn thị xã có 3 trường THPT công lập:
1. Trường THPT Đặng Huy Trứ (phường Hương Chữ)
2. Trường THPT Hương Trà (phường Tứ Hạ)
3. Trường THPT Bình Điền (xã Bình Thành)

Ngoài ra, còn có hệ THPT trong Trung tâm GDNN - GDTX Hương Trà (phường Tứ Hạ)
Trên địa bàn thị xã có 9 trường THCS:
1. Trường THCS Hà Thế Hạnh (phường Tứ Hạ)
2. Trường THCS Nguyễn Khánh Toàn (phường Hương Xuân)
3. Trường THCS Nguyễn Khoa Đăng (phường Hương Vân)
4. Trường THCS Hồ Văn Tứ (phường Hương Văn)
5. Trường THCS Lê Quang Tiến (phường Hương Chữ)
6. Trường THCS Nguyễn Xuân Thưởng (xã Hương Toàn)
7. Trường THCS Lê Thuyết (xã Bình Thành)
8. Trường Tiểu học và THCS Lê Quang Bính (xã Hương Bình)
9. Trường THCS Trần Đăng Khoa (xã Bình Tiến)

Hệ thống các trường Mầm non, Tiểu học đều có ở các phường, xã.

### Y tế
- Trung tâm Y tế thị xã
- Bệnh viện Đa khoa Bình Điền
- Hệ thống 9 Trạm Y tế phường, xã.

## Du lịch
- Hồ Thọ Sơn (Phường Hương Xuân)

## Giao thông
Thị xã có mạng lưới giao thông tương đối hoàn chỉnh gồm Quốc lộ 1 ngang qua trục chính dài 10 km (đường Lý Nhân Tông và CMT8); Quốc lộ 49 nối huyện A Lưới đến Hải Dương (thành phố Huế); Tỉnh lộ 4, 8A, 8B,16, 19,... Đây cũng là địa phương có tuyến Đường cao tốc Cam Lộ – La Sơn đi qua.
- Các tuyến đường trung tâm thị xã đẹp và khang trang như: CMT8, Lý Nhân Tông, Sông Bồ, Lý Bôn, Kim Trà,...
- Sông Bồ, sông Hương là tuyến giao thông vận tải thủy quan trọng của thị xã góp phần tăng luân chuyển hàng hóa và dịch vụ du lịch.
- Có tuyến đường sắt Bắc - Nam đi qua song song với QL.1 dài hơn 20 km.
- Hệ thống đường liên phường xã được đầu tư nâng cấp: Lý Thần Tông, Tôn Thất Bách,...

## Danh nhân
- Đặng Huy Trứ
- Nguyễn Khánh Toàn
- Ngụy Như Kontum
- Nguyễn Xuân Thưởng
- PGS.Tôn Thất Bách
- Bùi Công Trừng